# Magonia (mitología)

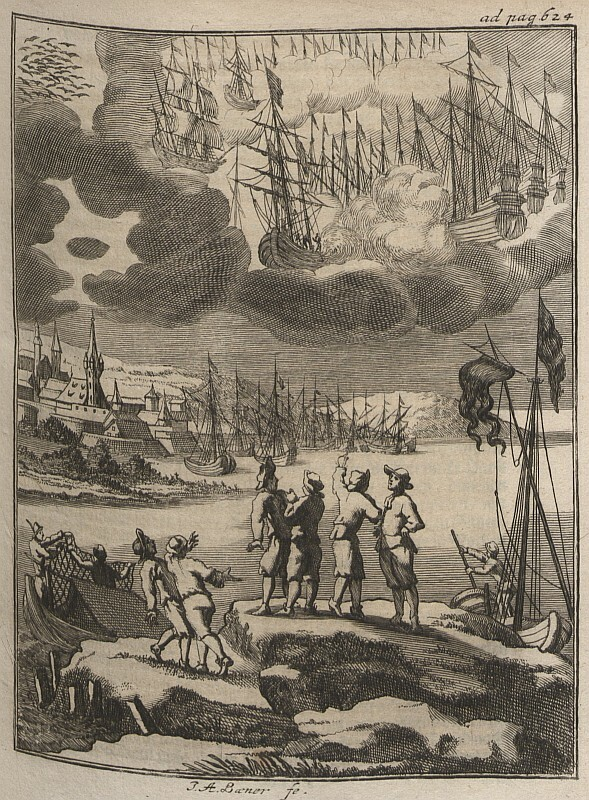
Grabado de 1680 acompañado de una descripción de Erasmo Francisci en la que refiere una batalla entre naves en el cielo (en alusión a Magonia) en 1665.

Magonia es una ciudad legendaria del folclore medieval. Es la denominación dada al reino de las nubes de donde se decía que procedían unos criminales marineros aéreos, según creencias comunes denunciadas en el polémico tratado de 815 del obispo carolingio Agobardo de Lyon, donde argumenta contra la magia climática. El tratado se titula De Grandine et Tonitruis (Sobre el granizo y los truenos).

## Descripción
En su tratado, Agobardo se queja de que en su región existe la creencia generalizada de que existe una tierra llamada Magonia cuyos habitantes viajan por las nubes en barcos y trabajan con los francos tempestarii ("hacedores de tempestades" o magos del tiempo) para robar grano de los campos durante tormentas mágicamente creadas. Él denuncia tales creencias como ignorantes y las refuta con muchas citas de las Escrituras, para probar que solo Dios causa granizo y truenos.

Ahora bien, hemos visto y oído a muchos abrumados por tanta demencia, alienados por tanta estupidez, que creen y dicen que existe una determinada región, que llaman Magonia, de la que vienen naves sobre las nubes; los frutos que caen por el granizo y que se pierden por las tempestades son llevados en ellas a esta misma región; evidentemente, los navegantes aéreos dan regalos a los tempestarios y reciben a cambio los granos y el resto de frutos. Asimismo, se hallan cegados por tan profunda necedad, al creer que esto puede realizarse, que hemos visto a varios en una cierta asamblea de hombres exhibir a cuatro personas atadas, tres hombres y una mujer, como si hubieran caído de estas mismas naves. Por supuesto, tras estar detenidos con cadenas durante algunos días, finalmente, reunida la asamblea de hombres, los mostraron, como he dicho, ante nuestra presencia como para lapidarlos. Pero sin embargo, vencedora la verdad tras mucho razonamiento, estos mismos que los exhibían, según el texto profético, están confusos, como el ladrón se turba cuando es sorprendido.

## Uso moderno
En la cultura popular moderna, el concepto de Magonia es a veces relacionado con el fenómeno de los objetos volantes no identificados. Jacques Vallée fue uno de los primeros divulgadores en utilizarlo, en su libro de 1969 Passport to Magonia: From Folklore to Flying Saucers (Pasaporte a Magonia: del folclore a los platillos volantes). Del mismo modo, a este lugar debe su nombre la revista especializada Magonia.